# Alojz Benac

Alojz Benac, bosansko-hercegovski arheolog, zgodovinar in akademik, * 20. oktober 1914, Plehan, Derventa, † 6. marec 1992, Sarajevo.
Benac je deloval kot redni profesor prazgodovinske arheologije na Filozofski fakulteti v Sarajevu in bil dopisni član Slovenske akademije znanosti in umetnosti (od 23. marca 1978).